# 機場駅 (マカオ)
機場駅（きじょうえき、粤語: 機場站、ポルトガル語: Estação do Aeroporto）は、マカオ特別行政区嘉模堂区に位置するマカオLRTタイパ線の駅。マカオ国際空港への最寄り駅である。

## 概要
マカオ国際空港に隣接する偉龍馬路上に位置しており、タイパ線唯一の赤い外観の駅である。

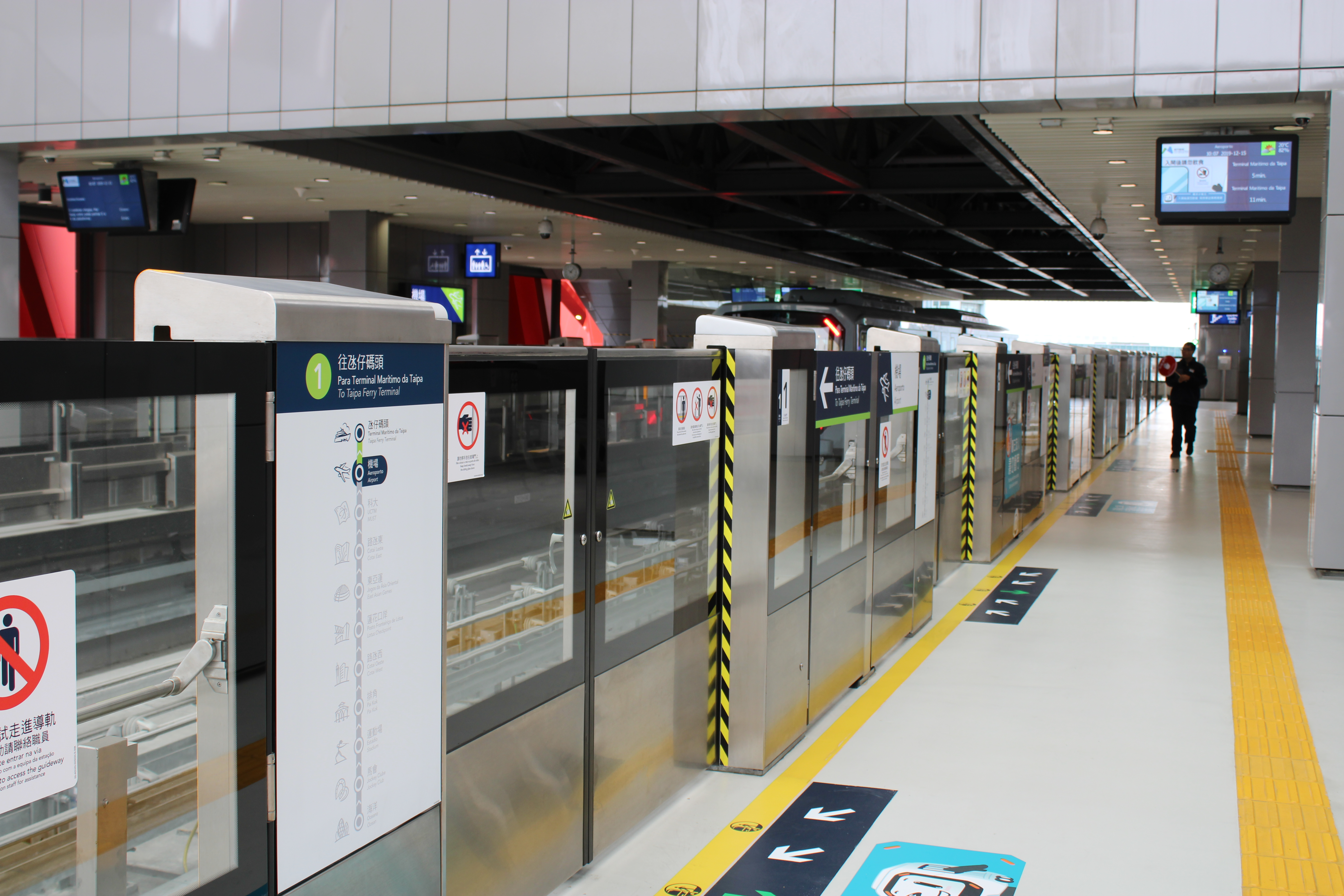
駅ホーム

空港ターミナルビルの出発階と歩道で接続されており、空港と駅の移動が少ない構造となっている。全ホームにホームドアが設置されている。

## 沿革
2014年6月30日に駅の建設工事が本格化し、2019年12月10日のタイパ線正式開通に合わせて開業した。

## 駅構造
対面式2面2線を有する高架駅である。
| ホーム | 路線      | 行先                             |
| ------ | --------- | -------------------------------- |
| 1      | ■タイパ線 | タイパ・フェリーターミナル駅方面 |
| 2      | ■タイパ線 | 海洋駅方面                       |

## 出入口
| 出口 | 方面   | 画像 | 目的地                                                                 |
| ---- | ------ | ---- | ---------------------------------------------------------------------- |
| A    | 大潭山 |      | 大潭山郊野公園 澳門會展中心 金皇冠中國大酒店 澳門垃圾焚化中心          |
| B    | 機場   |      | マカオ国際空港 停車場（北側） 停車場（南側） バス乗り場 タクシー乗り場 |

## 隣の駅
マカオLRT
タイパ線
科大駅 - 機場駅 - タイパ・フェリーターミナル駅